# Lost and Delirious
Lost and Delirious is een Canadese dramafilm uit 2001 onder regie van Léa Pool.

## Verhaal
Mary Bradford is een verlegen meisje, dat door haar vader naar een kostschool wordt gestuurd. Ze is erg ongelukkig, omdat haar moeder drie jaar eerder is overleden. Haar kamergenoten zijn Pauline 'Paulie' Oster en Victoria 'Tori' Moller, twee meiden die in het geheim een relatie hebben. Tori heeft erg strenge ouders en wil niet dat haar vader erachter komt dat ze lesbisch is. Wanneer haar jongere zus, die ook op de kostschool zit, haar met Paulie in bed betrapt, maakt ze het onmiddellijk uit en beweert dat ze het eigenlijk niet wilde. Ze neemt onmiddellijk een relatie met een jongen. Paulies hart is gebroken en zij doet gekke dingen. Ze uit haar woedeaanvallen op de angstige Mary, scheldt de leraren uit en steekt zelfs Tori's vriendje neer. Ze is vastberaden Tori terug te krijgen. Alleen Tori is echter vastberaden nooit meer iets te maken hebben met Paulie.

## Rolverdeling
| Acteur             | Personage                          |
| ------------------ | ---------------------------------- |
| Piper Perabo       | Pauline 'Paulie' Oster             |
| Jessica Paré       | Victoria 'Tori' Moller             |
| Mischa Barton      | Mary 'Mouse' Bedford               |
| Jackie Burroughs   | Schoolhoofd Fay Vaughn             |
| Mimi Kuzyk         | Eleanor Bannet                     |
| Graham Greene      | Joe Menzies (de tuinman)           |
| Emily VanCamp      | Allison Moller (als Emily Vancamp) |
| Caroline Dhavernas | Kara                               |
| Amy Stewart        | Cordelia                           |
| Luke Kirby         | Jake Hollander                     |
| Alan Fawcett       | Bruce Moller                       |
| Peter Oldring      | Phil                               |
| Grace Lynn Kung    | Lauren (als Grace Kung)            |
| Stephen Mwinga     | John                               |
| Lydia Zadel        | Monica                             |